# Mottl Mária
Mottl Mária, Győrffy Sándorné (1906. – Graz, 1980. szeptember 21.) paleontológus, barlangkutató.

## Munkássága
Sok barlangi ásatáson vett részt (legtöbbször Kadić Ottokár mellett) és dolgozta fel az őslénytani leleteket. 1938-ban az Istállós-kői-barlangban végzett ásatást. 1941–1942-ben régészeti és paleontológiai kutatásokat végez Kessler Huberttel a Vargyas-szorosban, többek között az Orbán Balázs-barlangban is. A Földtani Intézet munkatársaként tevékenykedett. A második világháború után Ausztriába távozott, szakmai tevékenységét a grazi múzeumban folytatta. A Magyar Barlangkutató Társulat aktív tagjaként a társulat munkásságát, vezetőségi jegyzőkönyveit ismertető írásai, barlangismertetései, térképei fontos kordokumentumok.

## Válogatott munkái
- Az Igric-barlang medvekoponyáinak morfológiája. A Magyar Királyi Földtani Intézet Évkönyve, 1932. (29. köt.) 5. füz. 181–230. old.
- Die Fauna der Bervavölgyer Höhlung mit besonderer Berücksichtigung des ungarischen Magdalénien = A bervavölgyi sziklaüreg állatvilága, különös tekintettel a hazai magdalénienre. Földtani Közlöny, 1936. (66. köt.) április–június. (4–6. füz.) 148–157. old.
- Az 1933. évi barlangkutatások őslénytani eredményei. Barlangvilág, 1937. (7. köt.) 3–4. füz. 48. old.
- A bükki mousterien európai vonatkozásban. Geologica Hungarica Series Palaeontologica, 1938. (14.) 181–203. old.
- Faunen, Flora und Kultur des ungarischen Solutréen. Quartär, 1938. (1. köt.) Berlin. 36–54. old.
- Kadić Ottokár – Mottl Mária: Felsőtárkány vidékének barlangjai. Barlangkutatás, 1938. (16. köt.) 1. füz. 8–89. old. és 8 tábla
- A lerakódások állatvilága. Geologica Hungarica Series Palaeontologica, 1938. (14.) 205–308. old.
- A gödöllői vasúti bevágás középső pliocénkori emlősfaunája. Die mittelpliozäne Säugetierfaune von Gödöllő bei Budapest. A Magyar Királyi Földtani Intézet Évkönyve, 1939. (32. köt.) 3. füz. 257–350. old. 5 t.
- Az interglaciálisok és interstadiálisok a magyarországi emlősfauna tükrében. (Hozzászólásokkal.) Beszámoló a m. kir. Földtani Intézet Vitaüléseinek Munkálatairól. A Magyar Királyi Földtani Intézet 1941. évi jelentésének függeléke. 1941. (3. évf.) 1. füz. 3–32. old. (27 hazai barlang faunája 9–20. old.)
- Pannonictis-végtagvizsgálatok. Untersuchungen an Pannonictis-Extremitäten. A Magyar Királyi Földtani Intézet Évkönyve, 1941. [2], 39–72. old.
- Az interglaciálisok és interstadiálisok a magyarországi emlősfauna tükrében. Die Interglazial- und Interstadialzeiten im Lichte der ungarischen Säugetierfauna. A Magyar Királyi Földtani Intézet Évkönyve, 1941. [2], 75–112. [2] old. 1 t.
- Einige Betrachtungen über das Klima des ungarischen Moustérien im Spiegel seiner Fauna = Adatok a hazai Moustérien éghajlatához emlősfaunája alapján. Annales Historico-naturales Musei Nationalis Hungarici, 1942. 35. évf. 119–129. old.
- Adatok a hazai ó- és újpleisztocén folyóterraszok emlősfaunájához. Bieträge zur Säugetierfauna der ungarischen alt- und jung-pleistozänen Flussterrassen. A Magyar Királyi Földtani Intézet Évkönyve, 1942. [3], 66–125. [10] old.
- Kadić Ottokár – Mottl Mária: Az Északnyugati Bükk barlangjai. Barlangkutatás, 1944. (17. köt.) 1. füz. 1–111. old. és 9 térképmelléklet